# فرآیند زیگلر
در شیمی آلی، فرایند زیگلر (که سنتز زیگلر-آلفول نیز نامیده می‌شود) روشی برای تولید الکل‌های چرب از اتیلن با استفاده از یک ترکیب آلی آلومینیوم‌دار است. این واکنش الکل‌های اولیه خطی با زنجیره کربنی زوج تولید می‌کند. در این فرآیند از یک ترکیب آلومینیوم برای اولیگومریزه کردن اتیلن استفاده می‌شود و به گروه آلکیل به‌دست‌آمده اجازه می‌دهد تا اکسیژن دار شود. معمولاً محصولات هدف الکل‌های چرب هستند که در غیر این صورت از چربی‌ها و روغن‌های طبیعی مشتق می‌شوند. از الکل‌های چرب در فرآوری مواد غذایی و شیمیایی استفاده می‌شود. این مواد به دلیل ماهیت آمفیپاتیک مفید هستند. این روش سنتز به افتخار کارل زیگلر، که این فرآیند را در سال ۱۹۵۵ توصیف کرد، نامگذاری شده است.

## همچنین ببینید
- واکنش گربه، مسیری برای تولید الکل‌های چرب شاخه‌دار